# Ostra Przełączka
Ostra Przełączka (słow. Ostrý zárez, niem. Ostrascharte, węg. Osztracsorba, ok. 2105 m n.p.m.) – przełęcz położona w bocznej południowej grani Ostrej w słowackich Tatrach Wysokich. Znajduje się między Skrajną Liptowską Turnią – położoną najdalej na południe z trzech Liptowskich Turni – na północy a dwuwierzchołkową Ważecką Turnią na południu.
Między Skrajną Liptowską Turnią a Ostrą Przełączką znajdują się jeszcze:
- Kozi Karbik (Kozí zarez),
- Kozi Róg (Liptowski Róg[2], Kozí roh)[3].

Przełęcz jest wąska i głęboko wcięta. Prowadzą na nią stosunkowo łatwe drogi z Siodełka oraz z Doliny Suchej Ważeckiej, natomiast trasa żlebem z Doliny Furkotnej jest trudniejsza. Ostra Przełączka stanowi południowe ograniczenie Koziego Grzbietu (Kozí chrbát), ciągnącego się na północ do Liptowskiej Przełączki. Nazwa Kozi Grzbiet do niedawna nie była używana w języku polskim.
Pierwszego wejścia na przełęcz dokonali podczas przejścia granią Alfred Martin i przewodnik Johann Franz senior 19 września 1906 r. Zimą pierwsi byli tu Gizela Schmidt i Alfréd Grósz 27 kwietnia 1913 r.